# 東京大学大学院情報理工学系研究科
東京大学大学院情報理工学系研究科（とうきょうだいがくだいがくいんじょうほうりこうがくけいけんきゅうか、英称：Graduate School of Information Science and Technology）は、東京大学に設置される大学院研究科の一つである。情報理工学系研究科という名称の研究科は東京大学にのみ設置されている。

## 概要
情報理工学系研究科は理学系研究科情報科学専攻と工学系研究科計数工学専攻・情報工学専攻・電子情報工学専攻・機械情報工学専攻を改組・統合して、2001年4月に設置された。設置当初は5専攻で構成されていたが、2005年4月に創造情報学専攻が新設された。初代研究科長は田中英彦（東京大学名誉教授、現：情報セキュリティ大学院大学情報セキュリティ研究科長）。
前年に設置された情報学環が人文・社会系分野も含む学際的な情報学を研究対象としているのに対し、情報理工学系研究科は情報学の科学技術的な側面を研究対象としている。
機械工学・情報工学等の従来から存在する学問分野に囚われない幅広い研究を行っている。

## 専攻

### コンピュータ科学専攻
1975年、東京大学理学部情報科学科設立。2001年、東京大学大学院理学系研究科情報科学専攻が情報理工学系研究科に移行し、コンピュータ科学専攻となる。

### 創造情報学専攻
2005年、情報理工学系研究科設立。

## 附属施設
- ソーシャルICT研究センター

## 教育
情報技術創造の実践的教育を推進するプログラム「創造情報実践教育プログラム」は、2005年度に文部科学省の「魅力ある大学院教育」イニシアティブに採択された。